# الجامعة الملكية للبنات
الجامعة الملكية للبنات هي جامعة خاصة تقع في مدينة الرفاع الغربي بمملكة البحرين. الجامعة مكرسة فقط لتثقيف النساء في البحرين. أنشئت في عام 2005 وقد صممت برامج درجة أولى للجامعة جامعة ماكجيل في كندا وجامعة ميدلسكس في المملكة المتحدة. من بين الدرجات العلمية التي تقدمها الجامعة هي درجة بكالوريوس الآداب في تصميم الأزياء والتصميم الجرافيكي والتصميم الداخلي وبكالوريوس العلوم في الحوسبة وبكالوريوس في التربية وبكالوريوس في درجة رجال الأعمال.

## الكليات
- لدى الجامعة الملكية للبنات خمس كليات وهي حسب التالي:
- كلية الفنون والتصميم.
- كلية الأعمال والعلوم المالية.
- مركز الدراسات العامة.
- كلية تكنولوجيا المعلومات.
- كلية الحقوق.